# Jack George
John Edwin "Jack" George, Jr. (Swissvale, Pensilvania, 13 de noviembre de 1928 - 30 de enero de 1989) fue un jugador de baloncesto estadounidense que disputó 8 temporadas en la NBA. Medía 1,88 metros de altura, y jugaba en la posición de base. Fue 2 veces All-Star.

## Trayectoria deportiva

### Universidad
Comenzó su etapa universitaria en la Universidad de Notre Dame, aunque posteriormente fue transferido a la Universidad de La Salle, donde jugó con los Explorers durante 3 temporadas. Lideró a su equipo en anotación en 1951, tras anotar 469 puntos, siendo además un destacado jugador de béisbol, compaginando ambos deportes, y logrando ser All-American como cácher, y logrando el título de la Mid-American Conference, con un promedio de bateo del 44,9%.

### Profesional
Fue elegido en la última ronda del Draft de la NBA de 1953 por Philadelphia Warriors, en el puesto 43, donde jugó durante 5 temporadas y media. Fue parte fundamental del equipo en la consecución del anillo de campeón de la NBA en la temporada 1955-56, en la que promedió 13,9 puntos, 6,3 asistencias y 4,3 rebotes, siendo elegido en el segundo Mejor quinteto de la NBA. Ese mismo año jugó su primer All-Star, algo que repetiría al año siguiente.
Mediada la temporada 1958-59 fue traspasado a New York Knicks, donde jugó durante dos temporadas y media, manteniendo siempre un buen nivel de juego. Se retiró con 32 años, promediando en el total de su carrera 11,7 puntos, 4,8 rebotes y 4,9 asistencias por partido.

## Estadísticas de su carrera en la NBA
|  | Denota temporadas en las que ganó un campeonato de la NBA |
|  | Líder de la liga                                          |

### Temporada regular
| Año      | Equipo       | PJ  | MPP   | TC%  | TL%   | RPP | APP | PPP  |
| -------- | ------------ | --- | ----- | ---- | ----- | --- | --- | ---- |
| 1953–54  | Philadelphia | 71  | 37.3  | .352 | .590  | 5.4 | 4.4 | 9.5  |
| 1954–55  | Philadelphia | 68  | 36.5  | .385 | .660  | 4.4 | 5.3 | 11.4 |
| 1955–56† | Philadelphia | 72  | 39.4* | .374 | .757  | 4.3 | 6.3 | 13.9 |
| 1956–57  | Philadelphia | 67  | 33.3  | .337 | .683  | 4.7 | 4.6 | 10.5 |
| 1957–58  | Philadelphia | 72  | 26.5  | .370 | .736  | 4.0 | 3.3 | 8.9  |
| 1958–59  | Philadelphia | 46  | 30.2  | .341 | .730  | 4.6 | 3.6 | 9.8  |
| 1958–59  | New York     | 25  | 19.8  | .358 | .824  | 3.3 | 2.2 | 6.6  |
| 1959–60  | New York     | 69  | 23.2  | .385 | .767  | 2.9 | 3.5 | 9.5  |
| 1960–61  | New York     | 16  | 16.8  | .333 | .667  | 2.0 | 2.4 | 5.1  |
| Total    | Total        | 506 | 31.3  | .364 | .704  | 4.2 | 4.3 | 10.2 |
| All-Star | All-Star     | 2   | 21.0  | .385 | 1.000 | 2.0 | 3.5 | 7.0  |

### Playoffs
| Año      | Equipo       | PJ | MPP  | TC%  | TL%  | RPP | APP | PPP  |
| -------- | ------------ | -- | ---- | ---- | ---- | --- | --- | ---- |
| 1955–56† | Philadelphia | 10 | 40.5 | .390 | .746 | 4.7 | 5.2 | 13.6 |
| 1956–57  | Philadelphia | 2  | 31.5 | .467 | .667 | 3.5 | 3.0 | 9.0  |
| 1957–58  | Philadelphia | 8  | 34.6 | .370 | .800 | 4.8 | 3.9 | 9.5  |
| 1958–59  | New York     | 2  | 15.5 | .333 | –    | 2.0 | 1.5 | 4.0  |
| Total    | Total        | 22 | 35.3 | .385 | .753 | 4.4 | 4.2 | 10.8 |